# HK Sarow
Der HK Sarow (russisch ХК Саров) ist ein 2002 gegründeter russischer Eishockeyklub aus Sarow. Die erste Mannschaft spielte bis 2019 in der Wysschaja Hockey-Liga und trug ihre Heimspiele im Eispalast Sarow aus. Die Vereinsfarben sind blau, weiß und rot.

## Geschichte
Der Klub wurde 2002 gegründet. Von 2003 bis 2009 nahm der HK Sarow am Spielbetrieb der drittklassigen Perwaja Liga teil. Zur Saison 2009/10 wurde er in die Wysschaja Liga, die zweite russische Spielklasse aufgenommen. Zur Saison 2010/11 wurde die Mannschaft schließlich in deren Nachfolgeliga Wysschaja Hockey-Liga aufgenommen.
HK Sarow fungierte bis 2019 als Farmteam des KHL-Teilnehmers Torpedo Nischni Nowgorod. Seit 2019 betreibt der HK Sarow ausschließlich Nachwuchs-Eishockey.